# Hecken (Haut-Rhin)
Hecken ist eine französische Gemeinde mit 529 Einwohnern (Stand 1. Januar 2022) im Département Haut-Rhin in der Region Grand Est (bis 2015 Elsass). Sie gehört zum Arrondissement Altkirch, zum Kanton Masevaux-Niederbruck und ist Mitglied des Gemeindeverbandes Sud Alsace Largue.

## Geografie
Die Gemeinde Hecken liegt im Tal des Largue-Zuflusses Soultzbach, etwa 20 Kilometer südwestlich von Mülhausen nahe der Burgundischen Pforte.
Nachbargemeinden von Hecken sind Diefmatten im Norden, Gildwiller im Osten, Falkwiller im Süden, Traubach-le-Haut (Berührungspunkt) und Guevenatten im Südwesten sowie Sternenberg im Westen.

## Geschichte
Der Ortsname ist von „Hag“ abgeleitet und deutet auf ein umfriedetes Gelände nach einer Waldrodung hin. Die Hecken werden auch auf dem Wappen dargestellt. 1235 wurde Hecken als Haegon erstmals urkundlich erwähnt. Die Ortschaft gehörte vor dem Westfälischen Frieden 1648 zur Vogtei von Traubach und zur Grafschaft Pfirt.
1793 erhielt Hecken im Zuge der Französischen Revolution (1789–1799)  den Status einer Gemeinde und 1801 das Recht auf kommunale Selbstverwaltung. 1871 wurde die Gemeinde wegen Gebietsveränderungen durch den Verlauf des Deutsch-Französischen Kriegs (1870–1871) in den Kreis Altkirch des neu geschaffenen Reichslands Elsaß-Lothringen des Deutschen Reiches eingegliedert. Das Reichsland Elsaß-Lothringen bestand bis zum Ende des Ersten Weltkriegs (1914–1918) und wurde danach aufgelöst. Hecken gehörte daraufhin wieder zu Frankreich.

### Bevölkerungsentwicklung
| Jahr      | 1910 | 1962 | 1968 | 1975 | 1982 | 1990 | 1999 | 2008 | 2017 |
| Einwohner | 149  | 114  | 120  | 153  | 250  | 372  | 402  | 446  | 497  |

## Sehenswürdigkeiten
Die Mairie-Dorfschule wurde 1842 nach den Plänen des Architekten Diogène Poisat aus Belfort errichtet. 
Das Wohnhaus der alten Wassermühle stammt aus der 2. Hälfte des 18. Jahrhunderts. Die Mühle wurde durch den Soultzbach angetrieben. Ihre Leistung wurde 1855 auf sechs Pferdestärken geschätzt. 1899 wurde eine Dampfmaschine eingebaut und die Mühle in ein Sägewerk umgewandelt. Im Jahr 1900 wurde die Mühle durch ein Feuer beschädigt und später wiederaufgebaut. Die Dampfmaschine wurde nach dem Ersten Weltkrieg demontiert.